# Elaeis
Genre
Elaeis est un genre de palmiers (famille des Arécacées).

## Classification
- Famille : Arecaceae
  - Sous-famille : Arecoideae
    - Tribu : Cocoseae
      - Sous-tribu : Elaeidinae

Ce genre , partage sa sous-tribu avec un autre genre "Barcella";

## Liste d'espèces
Selon ITIS (29 décembre 2013) :
- Elaeis guineensis Jacq.
- Elaeis oleifera (Kunth) Cortés

Selon World Checklist of Selected Plant Families (WCSP) (29 décembre 2013) :
- Elaeis guineensis Jacq. (1763)
- Elaeis oleifera (Kunth) Cortés (1897)

Selon NCBI (29 décembre 2013) :
- Elaeis guineensis
- Elaeis oleifera

Selon The Plant List (29 décembre 2013) :
- Elaeis guineensis Jacq.
- Elaeis oleifera (Kunth) Cortés